# Kymi
Kymi (en griego, Κύμη) es una localidad y una unidad municipal de Grecia ubicada en la costa oriental de la isla de Eubea. Pertenece a la periferia de Grecia Central, a la unidad periférica de Eubea y al municipio de Kymi-Aliveri. En el año 2011 la unidad municipal de Kymi contaba con una población de 7112 habitantes y la localidad tenía 2383.
En la Antigüedad, la tradición decía que la colonia de Cumas, en la Magna Grecia, había sido fundada en el siglo VIII a. C. por colonos de la isla de Eubea, procedentes de Calcis y de Cime dirigidos por Hipocles de Cime y Megástenes de Calcis.

## Arqueología
En el área de la colina de Viglaturi, junto al río Manikia, a unos 3 km del mar, se han hallado restos arqueológicos de asentamientos de diferentes periodos históricos. Los restos más antiguos consisten en cerámica del neolítico. Los restos de arquitectura más antiguos son de la Edad del Bronce medio y se aprecia una continuidad durante el periodo micénico. 
Con posterioridad, el auge del asentamiento tuvo lugar durante el periodo geométrico. En este periodo es posible que estuviera amurallado. Se ha identificado un santuario o recinto sagrado ovalado, casas, calles pavimentadas, plazas y tumbas. Otros hallazgos han sido piezas de cerámica y huesos de animales. Se supone que esta ciudad tuvo importancia en esa época y que se identifica con la Cime citada por autores antiguos como Esteban de Bizancio y Estrabón como lugar de procedencia de colonos hacia el Mediterráneo Occidental. 
Las excavaciones fueron iniciadas en 1984 por Efi Sapouna.